# عين بنتيلي

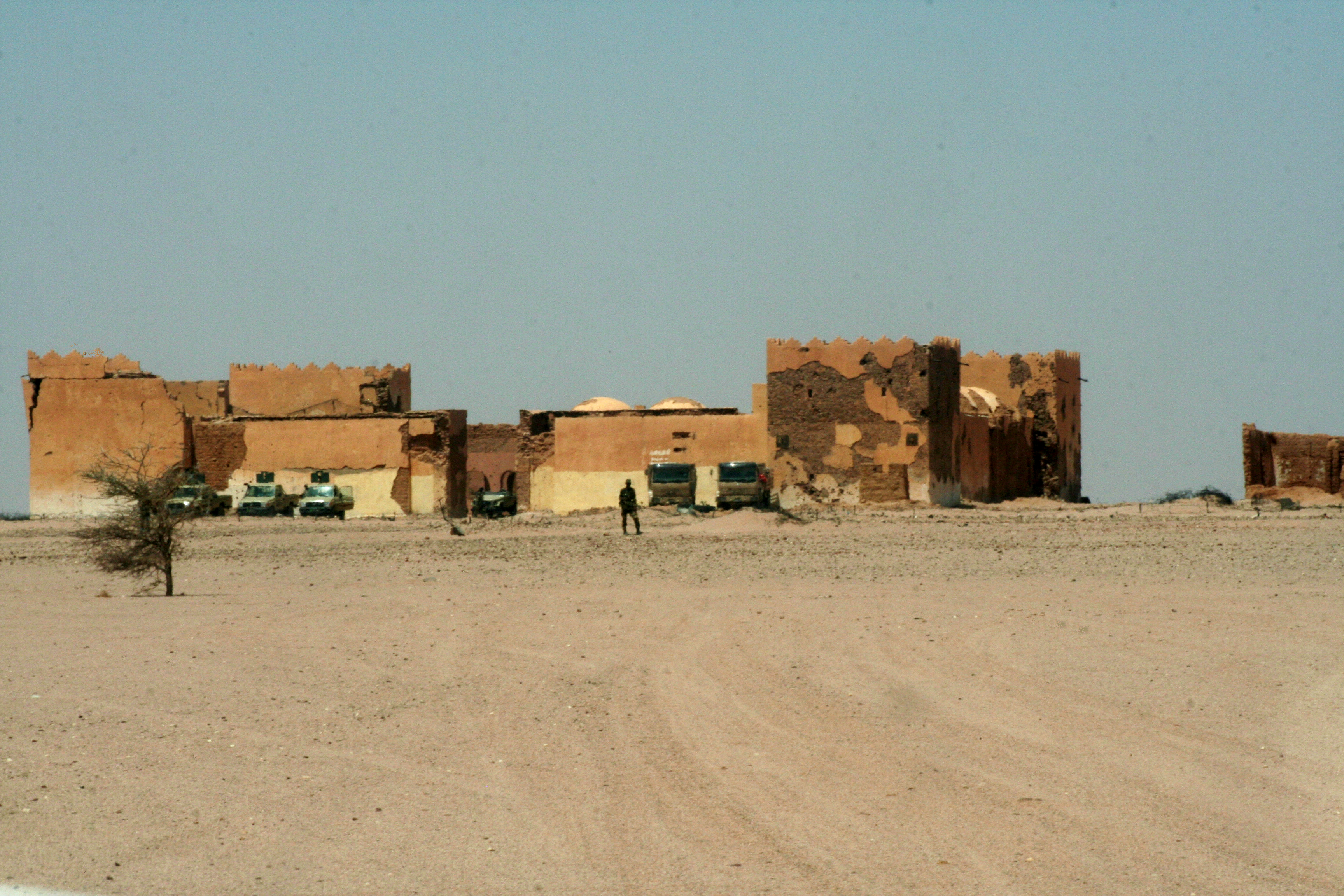

عين بنتيلي هي قرية  تقع في أقصى شمال موريتانيا في ولاية تيرس الزمور على الحدود من الصحراء الغربية على الطريق إلى مدينة تيندوف قريبة من بير لحلو، اشتهر اسم هذه القرية أثناء حرب الصحراء حيث دارت في حاميتها العسكرية معارك ضارية وبها استشهد المجاهد الرائد اسويدات ولد وداد.